# Sabueso español
Il Sabueso espagnol è una razza canina di origine spagnola, riconosciuta dalla FCI.
Il Sabueso Espanol, dal punto di vista sportivo, è utilizzato soprattutto per quanto riguarda la piccola selvaggina, dando ottimi risultati anche nella caccia al cinghiale, al capriolo, al cervo, all'orso e al lupo. È anche un ottimo cane da compagnia  dal temperamento dolce e tranquillo.